# Короськово (Ступинский район)
Короськово — село в Ступинском районе Московской области в составе Городского поселения Михнево (до 2017 года) (до 2006 года — входило в Кузьминский сельский округ).

## Население
| 2002 | 2006 | 2010 |
| ---- | ---- | ---- |
| 27   | ↘3   | ↗13  |

Короськово расположено на севере района, недалеко от границы с городским округом Домодедово, на реке Каширка, высота центра села над уровнем моря — 183 м. Ближайшие населённые пункты: Кузьмино — около 1 км на юго-восток и Митино городского округа Домодедово — примерно в 400 м на северо-запад.
На 2016 год в Короськово 4 улицы и 1 садовое товарищество. Впервые в исторических документах селение упоминается в 1709 году.